# Francisco Pérez Rojo
Francisco Pérez Rojo (11 de gener de 1908, Alcalá de Henares - 5 de setembre de 1938, Tarragona) fou un militar espanyol de l'arma de Cavalleria que, essent tinent, formà part del grup de militars anomenats Jinetes de Alcalá i que s'avalotà contra el govern de la Segona República Espanyola el 1936 a Mallorca. Els primers mesos de la Guerra Civil organitzà les milícies de Sóller que dugueren a terme la repressió de membres i simpatitzants del Front Popular en aquesta població. Amb elles participà en la defensa contra el desembarcament de Mallorca per part de tropes republicanes.
Format a les acadèmies militars assolí el grau de tinent el juliol de 1930. El 10 d'agost de 1932 fou un dels acusats a Madrid en l'intent de cop d'estat conegut com la Sanjurjada, però la fiscalia li retirà l'acusació durant el judici. El 1936 estava destinat al Regiment de Caçadors de Calatrava.

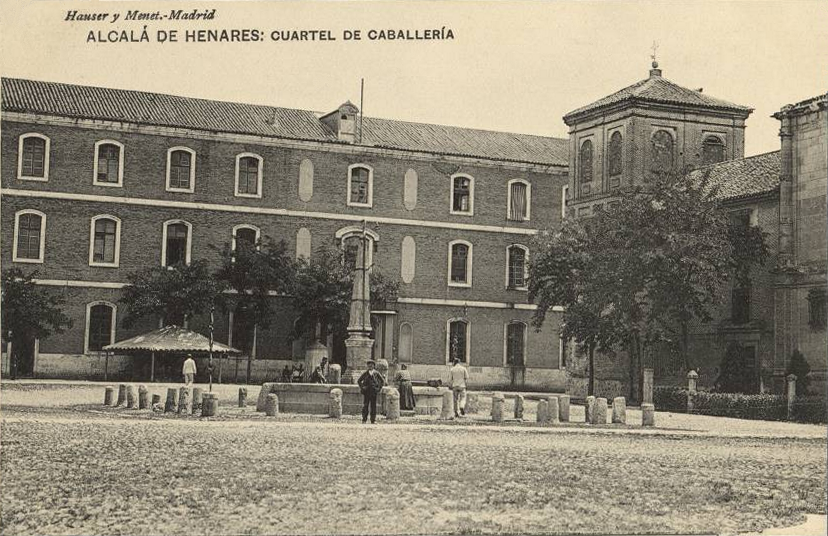
Quarter de Cavalleria del Príncep, dit de san Diego, a Alcalà de Henares, cap el 1912

Formà part dels anomenats Jinetes de Alcalá, un grup de militars de l'arma de Cavalleria adscrits als Regiments de Caçadors de Calatrava, núm. 2, i de Villarrobledo, núm. 3, destinats a Alcalá de Henares, que a finals de juny de 1936 foren confinats al castell de Sant Carles de Palma, Mallorca. El Govern de la Segona República aprofità uns greus incidents entre soldats i membres de partits d'esquerra per fer neteja de conspiradors d'ambdós regiments. Al castell de Sant Carles conegueren al cap de la Falange Española a Mallorca, Alfonso de Zayas, que també estava empresonat i que els posà amb contacte amb els militars que s'havien d'aixecar contra la República. Quan es produí el pronunciament militar del 18 de juliol de 1936, aquests militars es posaren a les ordres dels avalotats. S'encarregà de formar a les milícies falangistes i requetès de Sóller que dugueren a terme la repressió de membres i simpatitzants del Front Popular (detencions il·legals, tortures i assassinats) a aquesta població. Amb aquestes milícies participà en la defensa de Mallorca contra el desembarcament republicà del capità Bayo.
Després d'uns mesos a Mallorca tornà a la península. El març de 1937 fou ascendit a capità i l'abril de 1937 formava part dels tribunals dels consells de guerra a Salamanca contra membres del Front Popular i de sindicats. Després passà a comandar una companyia del terç de requetès El Alcázar. El maig de 1938 fou ferit greu. Fou donat d'alta i li concediren la Medalla de Patiments per la Pàtria. Tornà al seu destí participant en la batalla de l'Ebre on morí el setembre de 1938 en els enfrontaments de la cota 426 prop de Gandesa, Terra Alta. Estava casat amb María Aurora Montalvo de Ángel, farmacèutica. Els ajuntaments franquistes d'Alcalá de Henares i de Sóller li dedicaren carrers, però foren reanomenats amb l'arribada de la democràcia.